# Барнетт Тауншип (округ Джефферсон, Пенсільванія)
Барнетт Тауншип (англ. Barnett Township) — селище (англ. township) в США, в окрузі Джефферсон штату Пенсільванія. Населення — 234 особи (2020).

## Демографія
Згідно з переписом 2010 року, у селищі мешкали 254 особи в 113 домогосподарствах у складі 71 родини. Було 318 помешкань
Расовий склад населення:
| - 99,6 % — білих - 0,4 % — вихідців з тихоокеанських островів |

До двох чи більше рас належало 0,0 %. Частка іспаномовних становила 0,0 % від усіх жителів.
За віковим діапазоном населення розподілялося таким чином: 17,3 % — особи молодші 18 років, 65,8 % — особи у віці 18—64 років, 16,9 % — особи у віці 65 років та старші. Медіана віку мешканця становила 48,8 року. На 100 осіб жіночої статі у селищі припадало 109,9 чоловіків;  на 100 жінок у віці від 18 років та старших — 110,0 чоловіків також старших 18 років.
Середній дохід на одне домашнє господарство  становив 46 401 долар США (медіана — 34 063), а середній дохід на одну сім'ю — 62 420 доларів (медіана — 58 125). За межею бідності перебувало 14,6 % осіб, у тому числі 46,2 % дітей у віці до 18 років та 8,6 % осіб у віці 65 років та старших.
Цивільне працевлаштоване населення становило 76 осіб. Основні галузі зайнятості: освіта, охорона здоров'я та соціальна допомога — 23,7 %, публічна адміністрація — 13,2 %, мистецтво, розваги та відпочинок — 10,5 %, транспорт — 9,2 %.